# Bạo động chống cảnh sát tại Thâm Quyến 2008
Bạo động chống cảnh sát tại Thẩm Quyến năm 2008 xảy ra tại Thâm Quyến, Trung Quốc, khi hàng trăm người đã tấn công vào lực lượng cảnh sát, từ lúc chiều Thứ Sáu 7 tháng 11 cho đến sáng Thứ Bảy 8 tháng 11, giờ địa phương, để phản đối cái chết của một người đi xe mô tô đâm phải cột đèn sau khi phóng vượt khỏi trạm kiểm soát.
Tân Hoa xã đã gởi bản tin nói đến các vụ bạo động này trong buổi sáng Thứ Bảy 8 tháng 11, và dưới hàng chữ "tin khẩn", tuy nhiên không hề nói đến các sự thiệt hại về phía cảnh sát cũng như những người bạo động.

## Nguyên nhân
Lý Quốc Siêu, đi xe gắn máy, đã thiệt mạng, sau khi vượt qua một trạm kiểm soát của cảnh sát, đã được dựng lên để đối phó với các xe gắn máy lưu thông một cách bất hợp pháp trong quận Bảo An.
Một sĩ quan cảnh sát không chặn lại được người đi xe gắn mày, nên đã ném máy điện thoại cầm tay vào người đi xe gắn máy, khiến người này lạc tay lái và đâm xe gắn máy vào một cột điện, và bị thương, nhưng sau đó đã chết tại bệnh viện vì các vết thương, mặc dù được chăm sóc tận tình.

## Bạo động
Người thân nạn nhân đã tụ tập một nhóm 30 người và khoảng 2 giờ trưa, họ hộ tống thi hài nạn nhân đến đồn cảnh sát. Lúc 5 giờ chiều, hơn 400 người đã tụ tập tại trạm kiểm soát với khoảng 2000 người khác chứng kiến gần đó. Họ đã xuống đường để biểu tình chống lại cái chết của người đi xe gắn máy, đánh đập mọi thứ. Cảnh sát Thẩm Quyến đã bị tấn công và có một chiếc xe hơi đã bị đốt cháy.
Theo trang mạng chính thức của thành phố, thì Thẩm Quyến, với khoảng 8 triệu cư dân, là một thành phố mà trước việc này chưa hề xảy ra bạo động.

## Hậu quả
Gia đình của Lý bắt chính phủ bồi thường 600.000 nhân dân tệ. Với các quan chức chính phủ huyện trả trước 200.000 nhân dân tệ và nói rằng họ sẽ đợi cuộc khám nghiệm trước khi chuẩn bị đủ số tiền. Một tài xế tắc xi ở Thâm Quyến nói rằng đa số đều biết một số cảnh sát trong khu vực 
đã đút lót.